# جون إي. باورز
جون إي. باورز هو سياسي أمريكي، ولد في 10 نوفمبر 1910 في بوسطن في الولايات المتحدة، وتوفي في 31 يوليو 1998. انتخب عضو مجلس ولاية ماساتشوستس ‏ عن دائرة Massachusetts Senate's 4th Suffolk district ‏ وانتخب رئيس مجلس شيوخ ماساتشوستس ‏.